# Turkmenistan na Igrzyskach Azjatyckich 2018
Turkmenistan na Igrzyskach Azjatyckich 2018 – jedna z reprezentacji uczestnicząca na igrzyskach azjatyckich rozegranych w Dżakarcie i Palembangu w dniach 18 sierpnia – 2 września. W kadrze wystąpiło 65 zawodników w 11 dyscyplinach, którzy zdobyli łącznie 3 medale (1 srebrny i 2 brązowe). Chorążym podczas ceremonii otwarcia został zapaśnik Zijamuhammet Saparow.

## Medale
| Medal  | Zawodnik             | Dyscyplina           | Konkurencja                  | Data        |
| ------ | -------------------- | -------------------- | ---------------------------- | ----------- |
| srebro | Kristina Szermetowa  | Podnoszenie ciężarów | 53 kg (K)                    | 21 sierpnia |
| brąz   | Szyhazberdi Owelekow | Zapasy               | 87 kg w stylu klasycznym (M) | 22 sierpnia |
| brąz   | Kemal Meredow        | Jujutsu              | Ne-waza –56 kg (M)           | 24 sierpnia |

| Medale według dni | Medale według dni | Medale według dni | Medale według dni | Medale według dni | Medale według dni |
| Dzień             | Data              | złoto             | srebro            | brąz              | Razem             |
| ----------------- | ----------------- | ----------------- | ----------------- | ----------------- | ----------------- |
| 1                 | 19 sierpnia       | 0                 | 0                 | 0                 | 0                 |
| 2                 | 20 sierpnia       | 0                 | 0                 | 0                 | 0                 |
| 3                 | 21 sierpnia       | 0                 | 1                 | 0                 | 1                 |
| 4                 | 22 sierpnia       | 0                 | 0                 | 1                 | 1                 |
| 5                 | 23 sierpnia       | 0                 | 0                 | 0                 | 0                 |
| 6                 | 24 sierpnia       | 0                 | 0                 | 1                 | 1                 |
| 7                 | 25 sierpnia       | 0                 | 0                 | 0                 | 0                 |
| 8                 | 26 sierpnia       | 0                 | 0                 | 0                 | 0                 |
| 9                 | 27 sierpnia       | 0                 | 0                 | 0                 | 0                 |
| 10                | 28 sierpnia       | 0                 | 0                 | 0                 | 0                 |
| 11                | 29 sierpnia       | 0                 | 0                 | 0                 | 0                 |
| 12                | 30 sierpnia       | 0                 | 0                 | 0                 | 0                 |
| 13                | 31 sierpnia       | 0                 | 0                 | 0                 | 0                 |
| 14                | 1 września        | 0                 | 0                 | 0                 | 0                 |
| 15                | 2 września        | 0                 | 0                 | 0                 | 0                 |
| Razem             | Razem             | 0                 | 1                 | 2                 | 3                 |

| Medale według dyscyplin | Medale według dyscyplin | Medale według dyscyplin | Medale według dyscyplin | Medale według dyscyplin | Medale według dyscyplin |
| Dyscyplina              | złoto                   | srebro                  | brąz                    | Razem                   |                         |
| ----------------------- | ----------------------- | ----------------------- | ----------------------- | ----------------------- | ----------------------- |
| Jujutsu                 | 0                       | 0                       | 1                       | 1                       |                         |
| Podnoszenie ciężarów    | 0                       | 1                       | 0                       | 1                       |                         |
| Zapasy                  | 0                       | 0                       | 1                       | 1                       |                         |
| Razem                   | 0                       | 1                       | 2                       | 3                       |                         |

| Medale według płci | Medale według płci | Medale według płci | Medale według płci | Medale według płci | Medale według płci |
| Płeć               | złoto              | srebro             | brąz               | Razem              |                    |
| ------------------ | ------------------ | ------------------ | ------------------ | ------------------ | ------------------ |
| Mężczyźni          | 0                  | 0                  | 2                  | 2                  |                    |
| Kobiety            | 0                  | 1                  | 0                  | 1                  |                    |
| Razem              | 0                  | 1                  | 2                  | 3                  |                    |